# Malcolm D. Lee
Malcolm D. Lee (Queens, 11 de enero de 1970) es un cineasta estadounidense, conocido por dirigir películas cómicas como The Best Man (1999), Undercover Brother (2002), Roll Bounce (2005), Welcome Home Roscoe Jenkins (2008), Soul Men (2008), Scary Movie 5 (2013), The Best Man Holiday (2013), Girls Trip (2017) y Night School (2018). Es primo del reconocido cineasta Spike Lee. En 2019 se anunció que Lee sería el director de la nueva película de Space Jam, titulada Space Jam: A New Legacy y programada para estrenarse en el año 2021.

## Filmografía

### Cine
| Año  | Película                    | Director | Escritor | Productor | Ref.              |
| ---- | --------------------------- | -------- | -------- | --------- | ----------------- |
| 1999 | The Best Man                | Sí       | Sí       | No        |                   |
| 2002 | Undercover Brother          | Sí       | No       | No        |                   |
| 2005 | Roll Bounce                 | Sí       | No       | No        |                   |
| 2008 | Welcome Home Roscoe Jenkins | Sí       | Sí       | Ejecutivo |                   |
| 2008 | Soul Men                    | Sí       | No       | No        |                   |
| 2013 | Scary Movie 5               | Sí       | No       | No        |                   |
| 2013 | The Best Man Holiday        | Sí       | Sí       | Sí        |                   |
| 2016 | Barbershop: The Next Cut    | Sí       | No       | Ejecutivo |                   |
| 2017 | Girls Trip                  | Sí       | No       | Sí        | [ 3 ] [ 4 ] [ 5 ] |
| 2018 | Night School                | Sí       | No       | No        | [ 6 ]             |
| 2021 | Space Jam: A New Legacy     | Sí       | No       | No        | [ 7 ]             |
| TBA  | The Best Man Wedding        | Sí       | Sí       | Sí        | [ 8 ]             |
| TBA  | Uptown Saturday Night       | Sí       | No       | No        |                   |